# Макаренко Сергій Михайлович
Сергій Михайлович Макаренко (нар. 16 січня 1961, місто Макіївка Донецької області) — український діяч, прохідник шахти імені XXV з'їзду КПРС виробничого об'єднання «Макіїввугілля» Донецької області, голова департаменту зв'язків з місцевими Радами виконавчої дирекції Асоціації міст України. Народний депутат України 1-го скликання.

## Біографія
Народився у родині робітників.
У 1978—1981 роках — студент Макіївського інженерно-будівельного інституту Донецької області. У 1981 році — учень кріпильника шахти імені Поченкова міста Макіївки.
У 1981—1983 роках — служба в Радянській армії.
У 1983—1988 роках — учень прохідника, прохідник, секретар організації ЛКСМУ шахти імені XXV з'їзду КПРС виробничого об'єднання «Макіїввугілля» Донецької області.
Член КПРС з 1986 до 1991 року.
У 1988—1990 роках — голова Молодіжного житловобудівельного загону (МЖК) «Гвардієць»; муляр будівельно-монтажної дільниці шахти «Чайкіне» виробничого об'єднання «Макіїввугілля» Донецької області.
З 1990 року — прохідник шахти імені XXV з'їзду КПРС виробничого об'єднання «Макіїввугілля» Донецької області. Студент заочного відділення Донецького політехнічного інституту.
18.03.1990 року обраний народним депутатом України, 2-й тур, 48,57 % голосів, 11 претендентів. Входив до фракції «Нова Україна». Секретар Комісії ВР України з питань діяльності Рад народних депутатів, розвитку місцевого самоврядування.
Член громадського об'єднання «Нова Україна»; член Народно-демократичної партії (НДП).
У 1994—1995 роках — головний консультант управління з питань територій Адміністрації Президента України.
З 1995 року — голова департаменту зв'язків з місцевими Радами виконавчої дирекції Асоціації міст України. 